# Handroanthus vellosoi
El lapacho amarillo (Handroanthus vellosoi),  es una especie de bignoniácea arbórea del género Handroanthus. Es un taxón endémico del sudeste Brasil. Sus flores son de color amarillo.

## Distribución y hábitat
Este lapacho se distribuye en el Brasil, en los estados de: Minas Gerais, São Paulo y Paraná.
Habita en selvas nubladas subtropicales serranas, en altitudes comprendidas entre los 900 y los 1300 m s. n. m..

## Descripción
Es una especie arbórea de hasta 20 metros de altura, aunque puede florecer siendo un arbusto. Posee flores amarillas, ligeramente fragantes, las que son polinizadas por abejas.

## Taxonomía
Este lapacho fue descrito originalmente en el año 1952 por Joaquim Franco de Toledo.  En el año 1970 João Rodrigues de Mattos lo transfirió al género Handroanthus.
Etimología
Su nombre específico vellosoi alude al apellido de quien fuera el primero en intentar describir a este taxón (con el nombre de Bignonia longiflora), José Mariano da Conceição Vellozo.
Localidad y ejemplar tipo
El neotipo es el colectado por Ariane L. Peixoto y A. H. Gentry (935); el 31 de enero de 1978, en la localidad indicada como: Brasil, Río de Janeiro, Teresópolis, a 100 m s. n. m.